# جرج وودز (پرتاب‌گر وزنه)
جرج وودز (انگلیسی: George Woods؛ زادهٔ ۱۱ فوریهٔ ۱۹۴۳) پرتاب‌گر وزنه اهل ایالات متحده آمریکا بود.
وی در مسابقات کشوری و بین‌المللی در مجموع برندهٔ ۲ مدال نقره شده‌است.